# NNNふくしまToday
『ふくしまToday』（ふくしまトゥデイ）は、福島中央テレビで1983年4月4日から1988年4月1日まで放送されたローカルワイドニュース番組。後に「NNN」の冠が付く。

## 概要
当時15分枠だった夕方ニュースを30分化させた番組で、開始当初の番組キャッチコピーは「イキイキ、ホカホカ、きょうの“おもしろ”大発見。気になるニュースは『ふくしまToday』」。FCTの単独ニュース枠としては最後であり、通常のニュースに福島県内の身近な話題について取り上げた「ワイドニュースショー」形式としては、開局当初の1970年 - 1974年の4年間放送された『FCTワイドニュース』以来約8年ぶりでもあった。
キャスターは椅子に座るだけで机を設けずにキャスターをスタジオを自由に動かす演出を採った。メインキャスターである奥秋和夫は基本的にノーネクタイの衣装でニュースを伝えたり、時にはスタジオを飛び出しニューススタジオ風に改造した中継車「情報カー」（キー局の日本テレビより借用。『6時です!4チャンネル』で同名の車両が使われていたが、それと同じかは不明）から公開放送を行ったりと、意欲的な試みが見られた。冒頭のオープニングタイトルも、当時の地方局では珍しくCG（コンピューター・グラフィックス）を使用。
こうしたアクティブな制作姿勢が評価され、1985年には日本テレビ系全国ネットの『ズームイン!!朝!』の特集コーナーで、ユニークなローカル番組として取りあげられた。
しかし、1986年10月の改編で日テレが全国ニュース『ライブオンネットワーク』を開始するのに伴い、オーソドックスなニュース番組となり、最終的に1988年3月にNNNニュースプラス1の開始に伴い、番組は発展的に終了。

## 放送時間
- 月曜 - 金曜 18:00 - 18:30（1983年4月4日 - 1986年9月26日）
- 月曜 - 金曜 18:00 - 18:55（1986年9月29日 - 1988年4月1日、NNNライブオンネットワークを内包、タイトルの頭に｢NNN｣がつく）

## キャスター
| 期間                                               | 期間      | キャスター | キャスター | キャスター | スポーツ    |
| -------------------------------------------------- | --------- | ---------- | ---------- | ---------- | ----------- |
| 1983.4.4                                           | 1987.10.2 | 奥秋和夫1  | 小林典子   | 小林典子   | 雫石多都子2 |
| 1987.10.5                                          | 1988.4.1  | 奥秋和夫1  | 小林典子1  | 菅家さえ子 | 雫石多都子2 |
| - 1 『ニュースプラス1ふくしま』も続投。 - 2 初代。 |           |            |            |            |             |